# Сельская (Новосибирская область)
Се́льская — станция (населённый пункт) в Искитимском районе Новосибирской области. Входит в состав Совхозного сельсовета.

## География
Площадь станции — 29 гектар.

## Население
| 2002 | 2007 | 2010 |
| ---- | ---- | ---- |
| 198  | ↘186 | ↗200 |

## Инфраструктура
В станции по данным на 2007 год функционирует 1 учреждение здравоохранения.